# Gisela Morón
Gisela Morón, née le 25 janvier 1977 à Barcelone, est une nageuse synchronisée espagnole. Elle est médaillés d'argent olympique lors des Jeux olympiques d'été de 2008 et championne du monde en 2009.

## Palmarès
- Jeux olympiques
  -  médaille d'argent en ballet aux Jeux olympiques d'été de 2008 à Pékin ( Chine)
- Championnats du monde
  -  vice-championne du monde en combiné aux Championnats du monde 2003 à Barcelone ( Espagne)
  -  troisième en ballet aux Championnats du monde 2005 à Montréal ( Canada)
  -  troisième en combiné aux Championnats du monde 2005 à Montréal ( Canada)
  -  vice-championne du monde en ballet aux Championnats du monde 2007 à Melbourne ( Australie)
  -  troisième en ballet aux Championnats du monde 2007 à Melbourne ( Australie)
  -  championne du monde en combiné aux Championnats du monde 2009 à Rome ( Italie)